# 有馬クリスタルビル

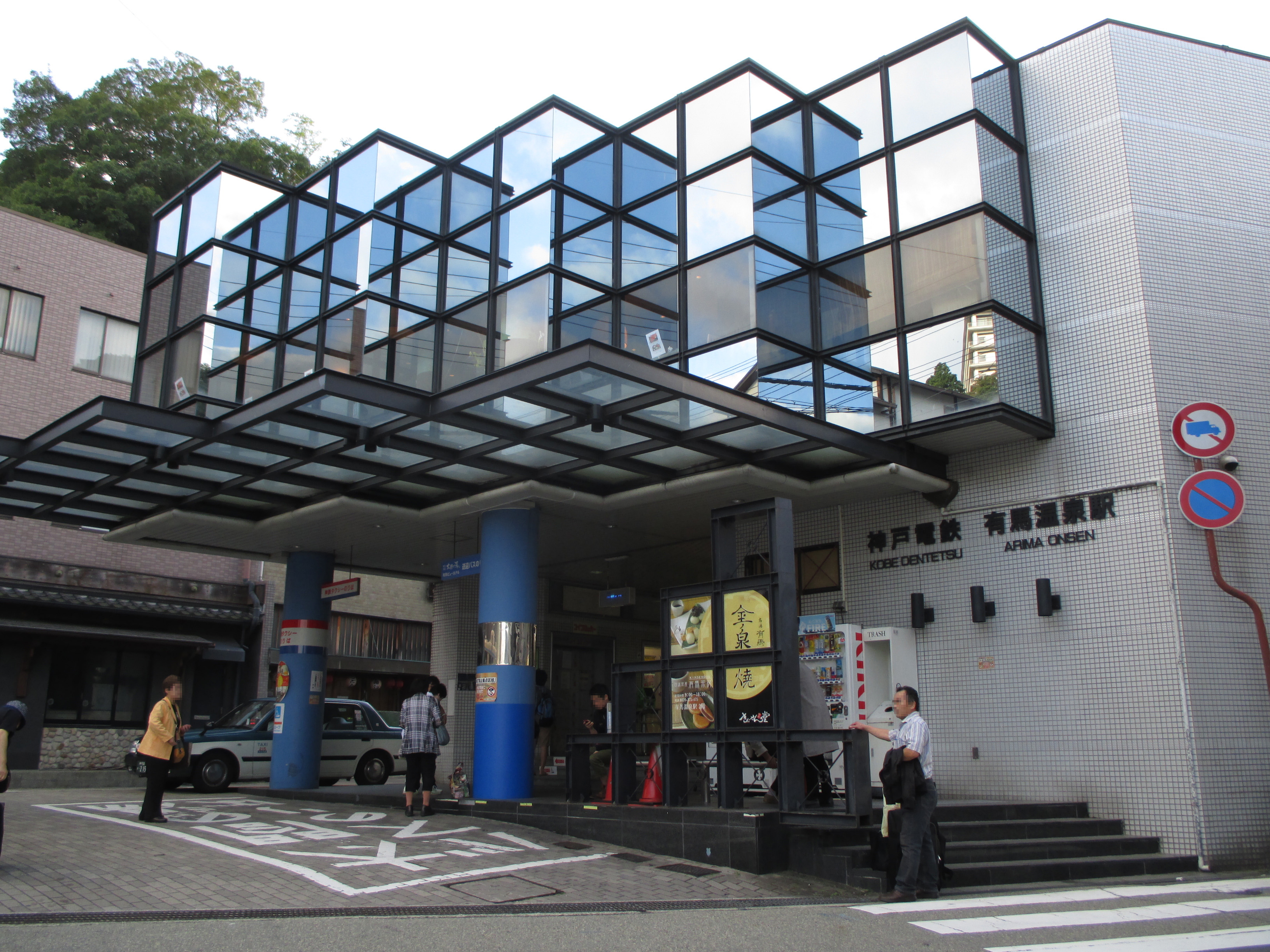
有馬クリスタルビル

有馬クリスタルビル（ありまクリスタルビル）は神戸電鉄有馬温泉駅に併設されている駅ビル。
1989年（平成元年）10月31日にオープンした。

## 概要
1928年（昭和3年）の開業に際してアール・ヌーヴォー調の洋風駅舎として建設された旧有馬温泉駅は、ホテルや食堂の併設・廃止を繰り返し、晩年にはそのノスタルジックな外観から観光客や地元住民に親しまれていた。
有馬クリスタルビルは、この旧駅舎にかわる泉都有馬の新玄関として企画・建設されたものである。鉄筋コンクリート2階建ての駅ビルで、ビル壁面には神戸電鉄の社章と「神鉄有馬ビル」の文字レリーフが配されている。

## 外観と構造

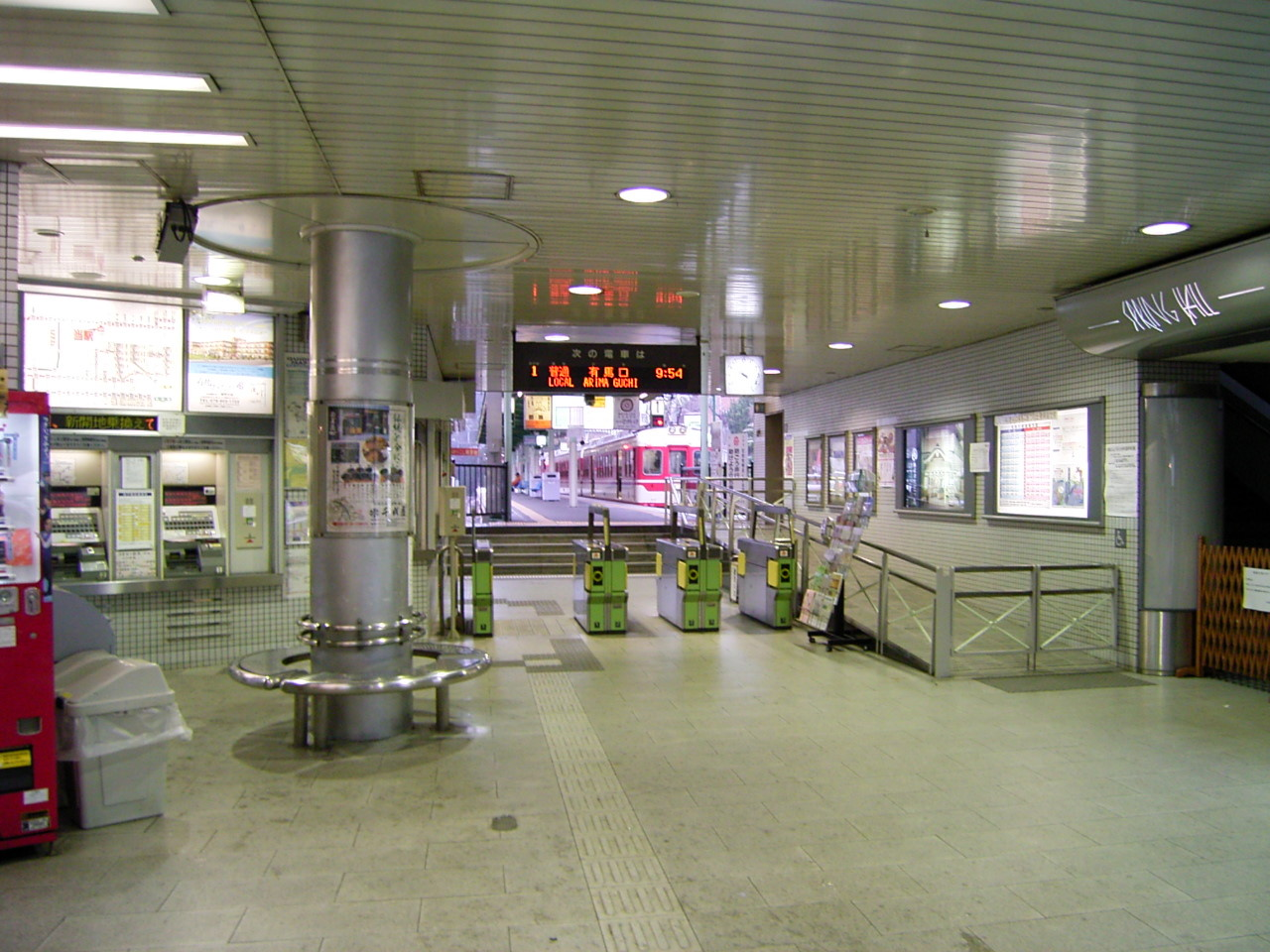
ビル1階の様子

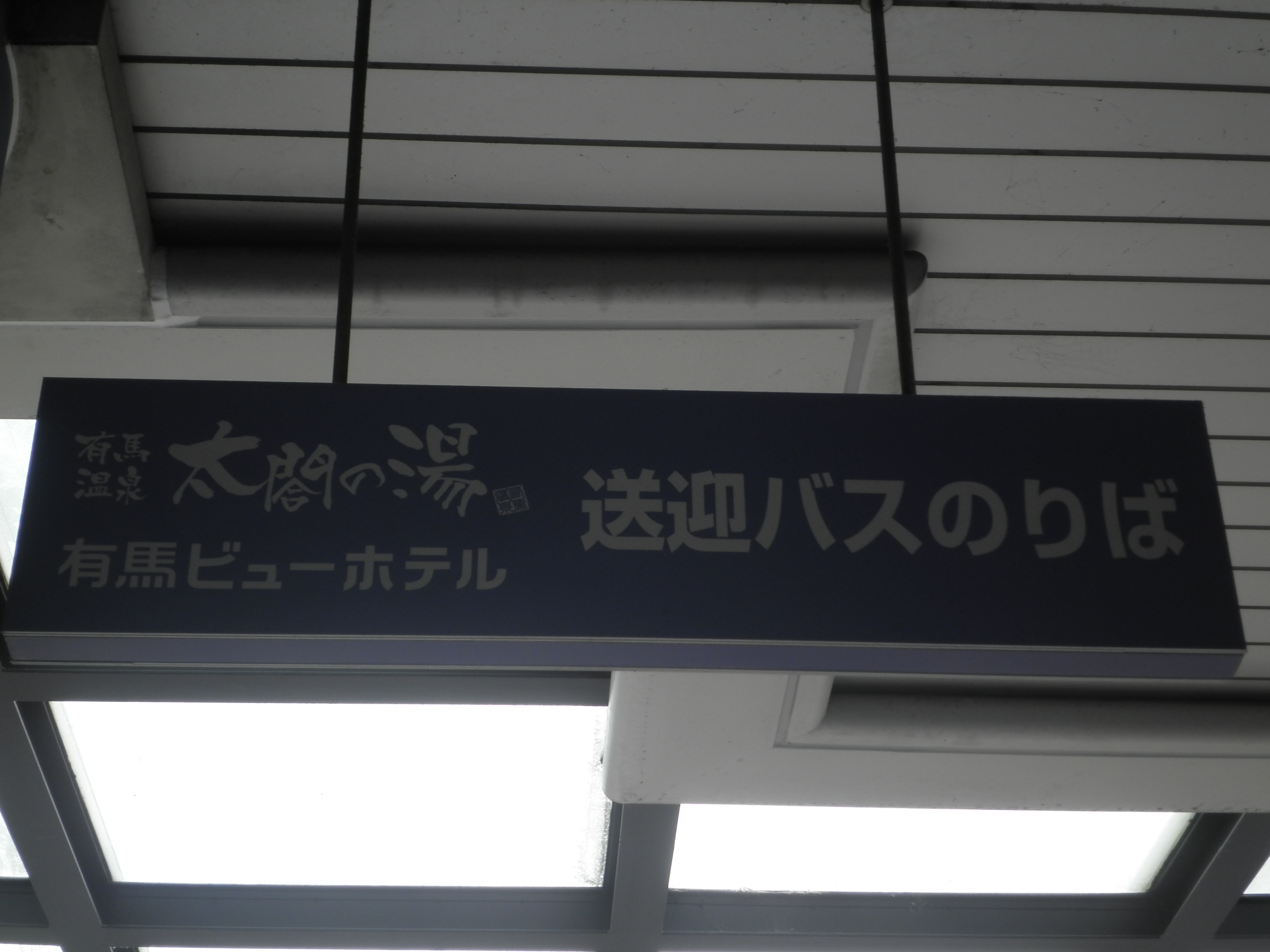
太閤の湯送迎バスのりば

鉄筋コンクリート造りの2階建てで、バスのりば側はハーフミラーで覆われた斬新な外観となっている。全体はブルーとホワイトを基調としたタイル張りで、赤をアクセントとしたデザインである。1階はコンコースと駅施設のほか売店、神鉄タクシーのりば、有馬ヘルスセンター（神鉄系列）送迎バス乗り場が設置された。売店は2005年（平成17年）3月15日より和菓子ショップの「きんせん堂」となっているほか、有馬ヘルスセンターが太閤の湯に施設名称を変更したことにあわせて送迎バスのりばも太閤の湯送迎バスのりばに名称変更されている。2階には茶室や喫茶店などといった施設がある。

## 茶室「大有庵」
2階には本格的な茶室「大有庵」が備えられた。茶室抜きは1989年（平成元年）10月31日に裏千家名誉教授山藤宗山を招いて行われた。ビルオープン当初は神戸電鉄に申し込むことで茶室の利用が可能であった。

## 喫茶「有馬茶房」
ビルオープン当初より2階に和風喫茶「有明」が開設された。うどんや丼物などが提供されており、神戸電鉄グループの有馬ビューホテルが経営していた。2005年（平成17年）3月15日より喫茶「有馬茶房」となり、経営も株式会社有馬ビューホテルではなくなった。また、喫茶の隣には「スプリングホール」と名付けられた小ホールがある。

## 有馬温泉キャンペーン
有馬クリスタルビルオープンにあわせて、1989年（平成元年）秋より「ジョイフル有馬」キャンペーンがスタートした。以降、有馬温泉の誘致キャンペーンは毎年紅葉シーズンの恒例キャンペーンとして定着しており、開催中は1か月で約3万人の観光客が訪れる。
ジョイフル有馬

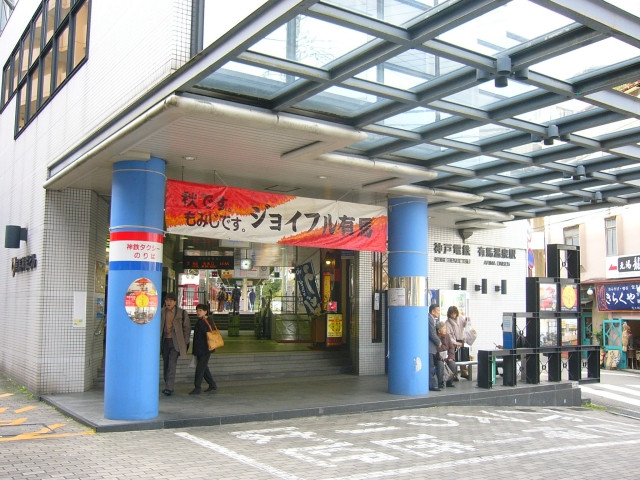
ジョイフル有馬開催時のビル

有馬クリスタルビル完成をきっかけとして1989年（平成元年）10月31日より開始、以後毎年秋に開催されるようになった。キャッチコピーは「秋です。もみじです。」である。当初は各駅に駅員手作りのポスターが掲示されていたほか、割引乗車券と温泉施設割引券をセットにした「ジョイフルチケット」を発売していた。1994年（平成6年）シーズンからは囲碁大会を開催して人気を博した。
また、期間中は「JOYFUL ARIMA」と描かれたヘッドマークを神戸電鉄の列車に装着していた（2007年以降は「ジョイフル有馬」と描かれたヘッドマークにリニューアルされた）。
有馬クリスタルビル内ではタレントをゲストとして迎えることがあり、1989年（平成元年）シーズンは宝樹芽里、1993年（平成5年）シーズンは野田浩司がゲストとなっている。
JOYFUL ARIMA 食浴の秋“有馬”
2018年（平成30年）シーズンよりキャンペーン名称が変更され、「JOYFUL ARIMA 食浴の秋“有馬”」となった。開催期間中は「有馬グルメ&湯けむりチケット」が発売されていたほか、列車に装着するヘッドマークもデザイン変更が行われた。2020年（令和2年）シーズンと2021年（令和3年）シーズンは実施されなかった。
恋たび有馬
2022年（令和4年）シーズンより2年ぶりに有馬温泉キャンペーンが開催され、キャンペーン名称は「恋たび有馬」となった。開催期間中は「有馬グルメ&湯けむりチケット」が発売されたほか、恋活列車の運行、告白スポットの設置が実施された。また、神戸電鉄グループの神鉄観光が運営する有馬ます池では、カップルにのみ鯉（こい）の餌がプレゼントされた。